# Григор Пенджерков
Григор Димев Пенджерков е български предприемач и революционер, деец на Вътрешната македоно-одринска революционна организация.

## Биография
Григор Пенджерков е роден през 1868 година в град Битоля, тогава в Османската империя, в семейството на произхождащия от Плетвар Димко Пенджерков (Стефанов). Рано остава сирак. Израства и завършва средно образование в Прилеп. Учи в Солунската българска мъжка гимназия между 1884 и 1886 година, но не я завършва. Връща се в Битоля през 1890 година. Секретар и член е на управата на Българското еснафско дружество и председател на училищното настоятелство. Там е близък с Пере Тошев, Георги Пешков, Анастас Лозанчев, Никола Наумов и Григор Попев, с които се включва в новооснованата ВМОРО. По-късно става член на ръководното тяло на ВМОРО в Битоля. Осъден е по Попставревата афера от 1900 година на затвор. След Илинденско-Преображенското въстание от 1903 година се установява в София, където се занимава с търговия и манифактура. Към 1937 година живее в Радомир.
Жени се през 1894 година за Виктория, с която имат седем сина. Негов най-голям син е българският комунистически активист Михаил Пенджерков. Останалите са Владо, Борис, Петър, Димитър, Александър и Асен. Внучка му Михаела Димитрова Кипрова дарява спомените на Григор Пенджерков, озаглавени „История на семейството ни от 1860 до 1937 година“ на ДА „Архиви“. Негов брат е Димко Пенджерков.